# Aloys Zumbrägel
Aloys Zumbrägel (* 5. August 1938 in Vechta; † 13. Oktober 2021) war ein deutscher Politiker (CDU) und Abgeordneter des Hessischen Landtags.

## Politik
Aloys Zumbrägel war Mitglied der CDU und war seit 1967 kommunalpolitisch in seiner Heimatstadt Kassel aktiv. In der Stadtverordnetenversammlung hat er eine Vielzahl von Funktionen wahrgenommen und war stellvertretender Parlamentspräsident und Fraktionsvorsitzender seiner Partei.
Zwischen 1994 und 2003 war Aloys Zumbrägel über drei Wahlperioden hinweg Mitglied des Hessischen Landtags. Im Landtag war er stellvertretender Fraktionsvorsitzender der CDU und sozialpolitischer Sprecher der CDU. Eingetreten in den Landtag ist er am 28. Juni 1994 für Karl-Winfried Seif, letztmals war er Mitglied des Landtags in der 15. Legislaturperiode.
Von November 1977 bis Herbst 2006 war Aloys Zumbrägel Mitglied der Verbandsversammlung des Landeswohlfahrtsverbandes Hessen und dort ab 2001 Vizepräsident der Verbandsversammlung. Als Vorsitzender leitete er den Ausschuss für Parlamentsreform und von 1989 bis 1993 den Schulausschuss inne.

## Sonstige Ämter
Aloys Zumbrägel war Aufsichtsrat der GWG – Gemeinnützige Wohnungsbaugesellschaft der Stadt Kassel mbH.
Weiterhin gehörte er der Betriebskommission des Zentrums für Soziale Psychiatrie Kurhessen in Bad Emstal und dem Aufsichtsrat der Orthopädischen Klinik Kassel gGmbH an.
Aloys Zumbrägel war in der katholischen Arbeiterbewegung (KAB) engagiert und war Bezirks- und Landesvorsitzender der KAB.

## Ehrungen
Aloys Zumbrägel erhielt 1988 den Ehrenbrief des Landes Hessen und 1994 die Verdienstmedaille des Bundesverdienstkreuzes. Am 4. Juli 2006 wurde er mit der Karl-Schomburg-Plakette der Stadt Kassel sowie der Ehrenbezeichnung „Stadtältester“ ausgezeichnet.